# Tour de France de 2016
O Tour de France (Volta à França) é a 103ª edição da competição homônima, sendo uma das Grandes Voltas do ciclismo. A longa corrida de 3.529 km (2.193 milhas) começou no Mont Saint-Michel, Normandy, em 2 de julho de 2016 e terminará com a etapa de Champs-Élysées, em Paris, em 24 de julho.

## Equipes participantes
| Equipes WorldTeam (18)- AG2R La Mondiale - Astana - BMC Racing Team - Cannondale-Drapac - Dimension Data - Etixx-Quick Step - FDJ - Giant-Alpecin - IAM Cycling - Katusha - Lampre-Merida - Lotto-Soudal - Lotto NL-Jumbo - Movistar Team - Orica-BikeExchange - Sky - Tinkoff - Trek-Segafredo Equipes profissionais Continentais (4)- Bora-Argon 18 - Cofidis, Solutions Crédits - Direct Énergie - Fortuneo-Vital Concept |
| |

## Etapas
| Etapa | Data    | Percurso                                        | type                      | Distância (km) | Vencedor          | Líder geral       |
| ----- | ------- | ----------------------------------------------- | ------------------------- | -------------- | ----------------- | ----------------- |
| 1     | 2 jul.  | Monte Saint-Michel – Praia de Utah              | etapa plana               | 188            | Mark Cavendish    | Mark Cavendish    |
| 2     | 3 jul.  | Saint-Lô – Cherbourg-en-Cotentin                | etapa escarpada           | 183            | Peter Sagan       | Peter Sagan       |
| 3     | 4 jul.  | Granville – Angers                              | etapa plana               | 223,5          | Mark Cavendish    | Peter Sagan       |
| 4     | 5 jul.  | Saumur – Limoges                                | etapa plana               | 237,5          | Marcel Kittel     | Peter Sagan       |
| 5     | 6 jul.  | Limoges – Le Lioran                             | média montanha            | 216            | Greg Van Avermaet | Greg Van Avermaet |
| 6     | 7 jul.  | Arpajon-sur-Cère – Montauban                    | etapa plana               | 190,5          | Mark Cavendish    | Greg Van Avermaet |
| 7     | 8 jul.  | L'Isle-Jourdain – Lac de Payolle                | alta montanha             | 162,5          | Steve Cummings    | Greg Van Avermaet |
| 8     | 9 jul.  | Pau – Bagnères-de-Luchon                        | alta montanha             | 184            | Chris Froome      | Chris Froome      |
| 9     | 10 jul. | Vielha e Mijaran – Ordino-Arcalís               | alta montanha             | 184,5          | Tom Dumoulin      | Chris Froome      |
| 10    | 12 jul. | Escaldes-Engordany – Revel                      | média montanha            | 197            | Michael Matthews  | Chris Froome      |
| 11    | 13 jul. | Carcassonne – Montpellier                       | etapa plana               | 162,5          | Peter Sagan       | Chris Froome      |
| 12    | 14 jul. | Montpellier – Chalet Reynard                    | alta montanha             | 178            | Thomas De Gendt   | Chris Froome      |
| 13    | 15 jul. | Bourg-Saint-Andéol – Grotte Chauvet 2 - Ardèche | contrarrelógio individual | 37,5           | Tom Dumoulin      | Chris Froome      |
| 14    | 16 jul. | Montélimar – Villars-les-Dombes                 | etapa plana               | 208,5          | Mark Cavendish    | Chris Froome      |
| 15    | 17 jul. | Bourg-en-Bresse – Culoz                         | alta montanha             | 160            | Jarlinson Pantano | Chris Froome      |
| 16    | 18 jul. | Moirans-en-Montagne – Berna                     | etapa escarpada           | 209            | Peter Sagan       | Chris Froome      |
| 17    | 20 jul. | Berna – Finhaut                                 | alta montanha             | 184,5          | Ilnur Zakarin     | Chris Froome      |
| 18    | 21 jul. | Sallanches – Megève                             | contrarrelógio individual | 17             | Chris Froome      | Chris Froome      |
| 19    | 22 jul. | Albertville – Saint-Gervais-les-Bains           | alta montanha             | 146            | Romain Bardet     | Chris Froome      |
| 20    | 23 jul. | Megève – Morzine                                | alta montanha             | 146,5          | Ion Izagirre      | Chris Froome      |
| 21    | 24 jul. | Chantilly – Paris                               | etapa plana               | 113            | André Greipel     | Chris Froome      |

## Classificações finais

### Classificação geral
| \| Classificação geral \| Classificação geral \| Classificação geral \| Classificação geral \| Classificação geral \| \| Ciclista \| Ciclista \| Equipe \| Tempo \| \| \| ------------------- \| --------------------- \| ------------------- \| ------------------- \| ------------------- \| \| 1. \| Chris Froome \| Team Sky \| 89h04m48s \| \| \| 2. \| Romain Bardet \| AG2R La Mondiale \| + 4m05s \| \| \| 3. \| Nairo Quintana \| Movistar Team \| + 4m21s \| \| \| 4. \| Adam Yates \| Orica-BikeExchange \| + 4m42s \| \| \| 5. \| Richie Porte \| BMC Racing Team \| + 5m17s \| \| \| 6. \| Alejandro Valverde \| Movistar Team \| + 6m16s \| \| \| 7. \| Joaquim Rodríguez \| Katusha \| + 6m58s \| \| \| 8. \| Louis Meintjes \| Lampre-Merida \| + 6m58s \| \| \| 9. \| Daniel Martin \| Etixx-Quick Step \| + 7m04s \| \| \| 10. \| Roman Kreuziger \| Tinkoff \| + 7m11s \| \| \| 11. \| Bauke Mollema \| Trek-Segafredo \| + 13m13s \| \| \| 12. \| Sergio Henao \| Team Sky \| + 18m51s \| \| \| 13. \| Fabio Aru \| Astana \| + 19m20s \| \| \| 14. \| Sébastien Reichenbach \| FDJ \| + 24m59s \| \| \| 15. \| Geraint Thomas \| Team Sky \| + 28m31s \| \| \| 16. \| Pierre Rolland \| Cannondale-Drapac \| + 30m42s \| \| \| 17. \| Mikel Nieve \| Team Sky \| + 38m30s \| \| \| 18. \| Stef Clement \| IAM Cycling \| + 38m57s \| \| \| 19. \| Jarlinson Pantano \| IAM Cycling \| + 38m59s \| \| \| 20. \| Alexis Vuillermoz \| AG2R La Mondiale \| + 42m28s \| \| |                       |                    |           |
| |                       |                    |           |
| Fonte: ProCyclingStats |                       |                    |           |
| Classificação geral |                       |                    |           |
| Ciclista | Ciclista              | Equipe             | Tempo     |
| 1. | Chris Froome          | Team Sky           | 89h04m48s |
| 2. | Romain Bardet         | AG2R La Mondiale   | + 4m05s   |
| 3. | Nairo Quintana        | Movistar Team      | + 4m21s   |
| 4. | Adam Yates            | Orica-BikeExchange | + 4m42s   |
| 5. | Richie Porte          | BMC Racing Team    | + 5m17s   |
| 6. | Alejandro Valverde    | Movistar Team      | + 6m16s   |
| 7. | Joaquim Rodríguez     | Katusha            | + 6m58s   |
| 8. | Louis Meintjes        | Lampre-Merida      | + 6m58s   |
| 9. | Daniel Martin         | Etixx-Quick Step   | + 7m04s   |
| 10. | Roman Kreuziger       | Tinkoff            | + 7m11s   |
| 11. | Bauke Mollema         | Trek-Segafredo     | + 13m13s  |
| 12. | Sergio Henao          | Team Sky           | + 18m51s  |
| 13. | Fabio Aru             | Astana             | + 19m20s  |
| 14. | Sébastien Reichenbach | FDJ                | + 24m59s  |
| 15. | Geraint Thomas        | Team Sky           | + 28m31s  |
| 16. | Pierre Rolland        | Cannondale-Drapac  | + 30m42s  |
| 17. | Mikel Nieve           | Team Sky           | + 38m30s  |
| 18. | Stef Clement          | IAM Cycling        | + 38m57s  |
| 19. | Jarlinson Pantano     | IAM Cycling        | + 38m59s  |
| 20. | Alexis Vuillermoz     | AG2R La Mondiale   | + 42m28s  |

### Classificação por equipes
| Classificação por equipes | Classificação por equipes | Classificação por equipes | Classificação por equipes |
| Equipe                    | Equipe                    | Tempo                     |                           |
| ------------------------- | ------------------------- | ------------------------- | ------------------------- |
| 1.                        | Movistar Team             | 267h20m45s                |                           |
| 2.                        | Sky                       | + 8m14s                   |                           |
| 3.                        | BMC Racing Team           | + 48m11s                  |                           |
| 4.                        | AG2R La Mondiale          | + 56m50s                  |                           |
| 5.                        | Astana                    | + 1h16m58s                |                           |
| 6.                        | Tinkoff                   | + 1h52m23s                |                           |
| 7.                        | Trek-Segafredo            | + 2h00m16s                |                           |
| 8.                        | IAM Cycling               | + 2h10m03s                |                           |
| 9.                        | Katusha                   | + 2h29m13s                |                           |
| 10.                       | Lampre-Merida             | + 2h35m18s                |                           |